# Henri de Goritz
Henri de Goritz, également appelé Henri de Carinthie (en tchèque : Jindřich Korutanský), né vers l'an 1270 et mort le 2 avril 1335 au château de Tirol, fut duc de Carinthie, margrave de Carniole et comte de Tyrol de 1295 à sa mort. Par son premier mariage avec Anne Přemyslide, il est élu roi de Bohême et roi titulaire de Pologne en 1306, s'asseyant sur le trône de 1307 jusqu'à sa destitution par Jean de Luxembourg en 1310.

## Biographie

### Origines
Henri est le fils de Meinhard de Goritz et de son épouse Élisabeth, une fille du duc Othon II de Bavière et la veuve du roi Conrad IV de Hohenstaufen. Au temps de sa naissance, les vastes possession de la maison de Goritz furent séparées : son père Meinhard reçut en 1271 le comté de Tyrol, ainsi que son frère cadet Albert perpétuera l'ancienne lignée à Gorizia en Frioul et à Lienz. En devenant partisan du roi nouveau Rodolphe Ier de Habsbourg, Meinhard a été également inféodé avec le duché de Carinthie et la Carniole en 1286. Élevé au rang de prince du Saint-Empire, il pouvait organiser le mariage de sa fille Élisabeth de Tyrol, sœur d'Henri, avec le fils aîné de Rodolphe, Albert Ier, le futur roi des Romains, en 1274.  
Après le décès de son père en 1295, Henri règne lui-même sur le Tyrol et la Carinthie conjointement avec ses frères plus âgés, Othon (mort en 1310) et Louis (mort en 1305). Ils ont bâti des relations solides avec la maison de Habsbourg et Albert Ier, élu roi en 1292, bénéficiait d'un soutien de ses beaux-frères dans la lutte avec l'antiroi Adolphe de Nassau qui est tué en 1298.

### Roi de Bohême

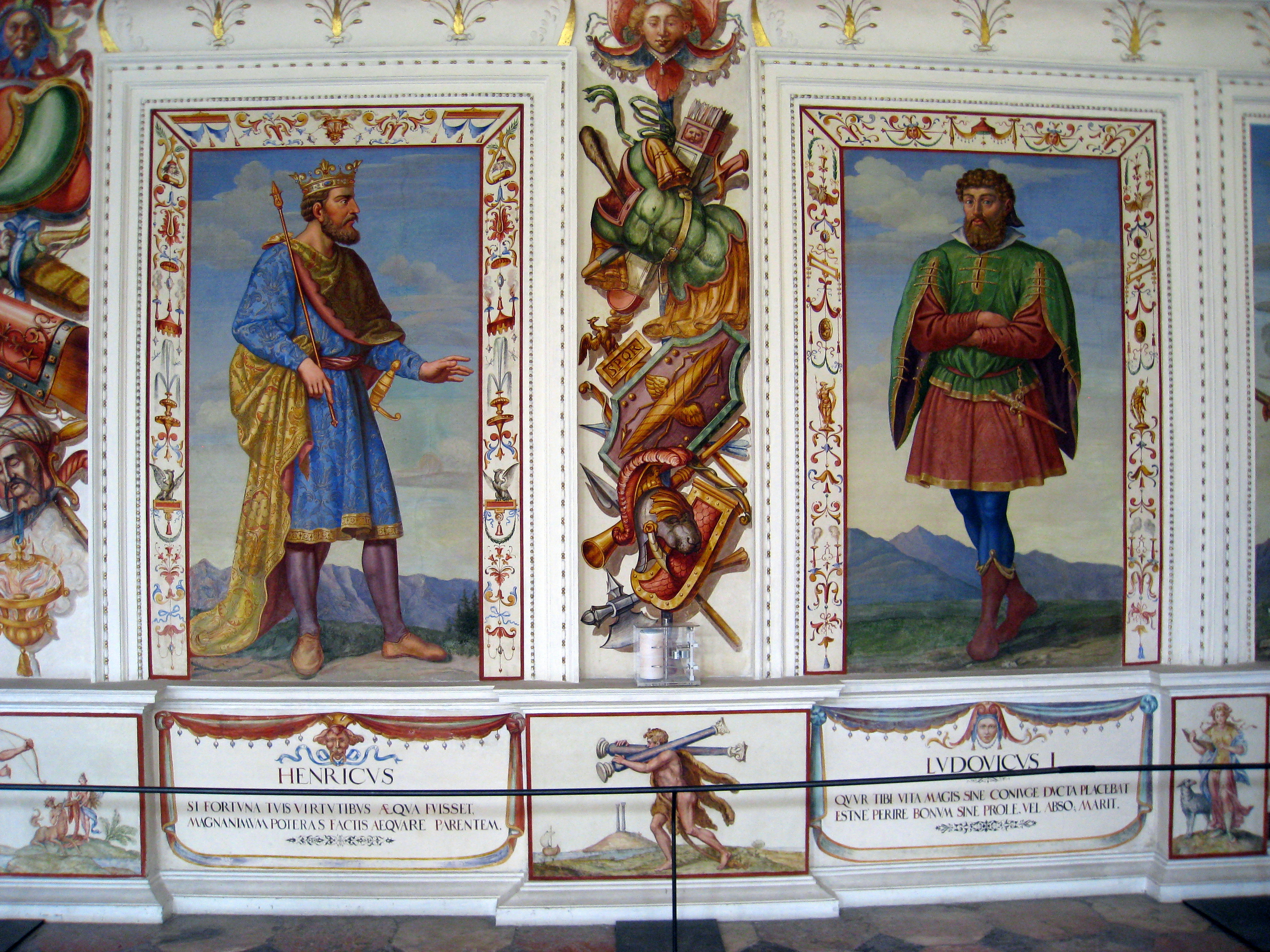
Henri et son frère Louis, tableaux au château d'Ambras, Innsbruck.

En 1306, Henri épouse Anne de Bohême, une fille du roi défunt Venceslas II de Bohême et de Judith de Habsbourg, une sœur du roi Albert. En conséquence, il était le plus proche héritier du roi Venceslas III et après l'assassinat de ce dernier il est élu roi de Bohême par la noblesse fin août 1306. Toutefois, Albert tente de prendre le contrôle de la Bohême et soutient la candidature de son fils Rodolphe de Habsbourg qui, le 16 octobre 1306, épouse Élizabeth Ryksa, la veuve du roi Venceslas II et s'empare du pouvoir.
Anne et Henri s'enfuient vers la Carinthie, mais Rodolphe ne profite que quelques mois de sa nouvelle situation et décède un an plus tard, le 3 juillet 1307. Anne et Henri remontent sur le trône de Bohême. Une longue lutte commence alors contre le nouveau prétendant des Habsbourg, Frédéric le Bel, frère de Rodolphe, provoquant de vives réactions des aristocrates. Finalement, Frédéric est dédommagé par Henri avec une grosse somme. Ce n'est qu'en 1526 que les Habsbourg obtiennent le trône à Prague.
Le 1er mai 1308, le roi Albert est assassiné par son neveu Jean de Souabe. Finalement, après son élection au trône, le nouveau roi Henri VII de Luxembourg a pris une part à la chose en Bohême : il fait épouser en 1310 à son propre fils Jean la princesse Élisabeth de Bohême, sœur d'Anne, une autre fille et héritière de Venceslas II. Henri de Carinthie a finalement perdu le fief et, tourmenté par les troupes des Luxembourg, doit quitter la Bohême le 9 décembre. Jean de Luxembourg occupa la ville de Prague et est couronné roi de Bohême le 11 février 1311 par Pierre d'Aspelt, l'archevêque de Mayence.

### Duc de Carinthie
Néanmoins, la même année Henri hérita de son frère ainé Othon de Goritz et devient seul duc de Carinthie et comte de Tyrol. Au cours de l'année suivante, il fit la paix avec les Habsbourg. Dans le pays de Tyrol, Henri pouvait reculer l'influence des prince-évêques de Trente et de Bressanone ; par ailleurs, il n'a pas été en mesure d'asseoir son contrôle sur les propriétés carinthiennes de la principauté épiscopale de Bamberg protégées par l'empereur Henri VII.
À la fin de ces années-là, Henri a assumé un rôle d'intermédiaire dans le conflit sur la couronne entre Frédéric le Bel et Louis de Bavière, culminant à la bataille de Mühldorf. En 1325, il a obtenu une approche équilibrée entre les maisons de Habsbourg et de Wittelsbach. Louis lui a assuré que sa fille Marguerite succèdera en Carinthie et Tyrol ; il a cependant promis secrètement de céder la Carinthie aux Habsbourg. Après le décès d'Henri, Marguerite vient au moins de prendre possession du comté de Tyrol avec le soutien de la noblesse locale.

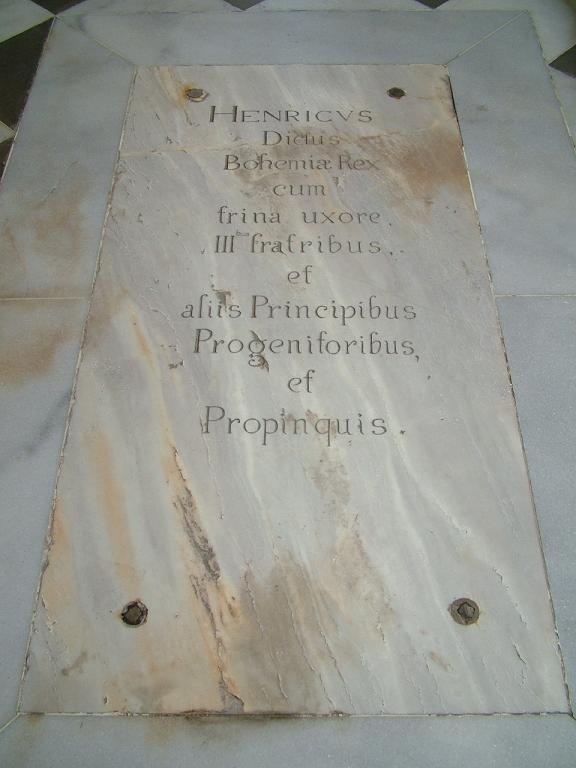
La tombe d'Henri à l'église de Stams.

Henri fut inhumé à côté de son père dans le caveau de famille à l'abbaye de Stams, fondée par son père Meinhard.

## Union et postérité
Henri épouse en premières noces Anne de Bohême, sans descendance.
Henri de Goritz et sa seconde femme, Adélaïde, une fille du duc Henri Ier de Brunswick-Grubenhagen, ne laisse qu'une fille unique :
- Marguerite de Carinthie († 1363), dite Maultasch, comtesse de Tyrol de 1335 à sa mort qui contracte deux unions:

1) Jean-Henri de Luxembourg († 1375), dont elle divorce en 1341.
2) Louis V de Bavière († 1361) dont :
- Meinhard III de Bavière, comte de Tyrol (1361-1363).

En 1328, Henri épouse en troisièmes noces Béatrice de Savoie (it), fille cadette d'Amédée V de Savoie.